# Zivilrechtlicher Bestimmtheitsgrundsatz (Österreich)
Der Bestimmtheitsgrundsatz normiert im österreichischen Zivilrecht, dass Erklärungen, Gegenstände, Leistungen, Gesetze etc. hinreichend genau bezeichnet werden müssen und stützt sich dazu auf mehrere Bestimmungen in verschiedenen Gesetzen.

## Zivilrecht
Unter anderem auf § 869 ABGB: „Die Einwilligung in einen Vertrag muß frey, ernstlich, bestimmt und verständlich erkläret werden. Ist die Erklärung unverständlich; ganz unbestimmt; oder erfolgt die Annahme unter andern Bestimmungen, als unter welchen das Versprechen geschehen ist; so entsteht kein Vertrag. Wer sich, um einen Andern zu bevortheilen, undeutlicher Ausdrücke bedient, oder eine Scheinhandlung unternimmt, leistet Genugthuung.“
Die Bestimmtheit bezieht sich dabei aber auch auf den Gegenstand (Sache oder Leistung) nicht nur die Einwilligung zu einem Vertrag. Der Gegenstand oder die Leistung muss so bestimmt bezeichnet werden, dass sich aus dem Vertrag selbst ergibt, was Vertragsgrundlage ist; Siehe auch § 1054 ABGB zur Bestimmtheit des Kaufobjekts und § 1056 ff ABGB des Kaufpreises. Der Einwilligung (Erklärung) in den Vertrag müssen die wesentlichen Rechtsfolgen entnehmbar sein, die der Erklärende erreichen will. Dies betrifft insbesondere die wesentlichen Vertragsbestandteile (Essentialia negotii), die nicht durch allgemeine Umschreibungen ersetzt werden können. Siehe auch § 936 ABGB zum Vorvertrag.
Beispiel: Das Versprechen, „sieben kleine Perserteppiche“ zu schulden, ist wegen der möglichen Qualitätsunterschiede bei (Perser-)Teppichen zu unbestimmt. Die Bestimmtheit wird im Sachenrecht auch unter dem Begriff des „Spezialitätsgrundsatz“ geführt.

## Erbrecht
Auch im Erbrecht muss der wahre Wille des Erblassers (Testator) bestimmt sein (nach § 565 ABGB): „Der Wille des Erblassers muß bestimmt, nicht durch bloße Bejahung eines ihm gemachten Vorschlages; er muß im Zustande der vollen Besonnenheit, mit Ueberlegung und Ernst, frey von Zwang, Betrug, und wesentlichem Irrthume erkläret werden.“

## Miet- und Pachtverträge
Ebenso müssen bei Miete oder Pacht das Entgelt (Bestandzins) bestimmbar sein (§ 1092 ABGB).

## Arbeitsrecht
Auch im Arbeitsrecht, welches auf das Bürgerliche Recht aufbaut, ist der Begriff der Bestimmtheit auf das Arbeitsverhältnis anzuwenden, wobei hier ein größerer Spielraum besteht (§ 869; § 1153 zweiter Satz ABGB).